# Volvo Truck Corporation

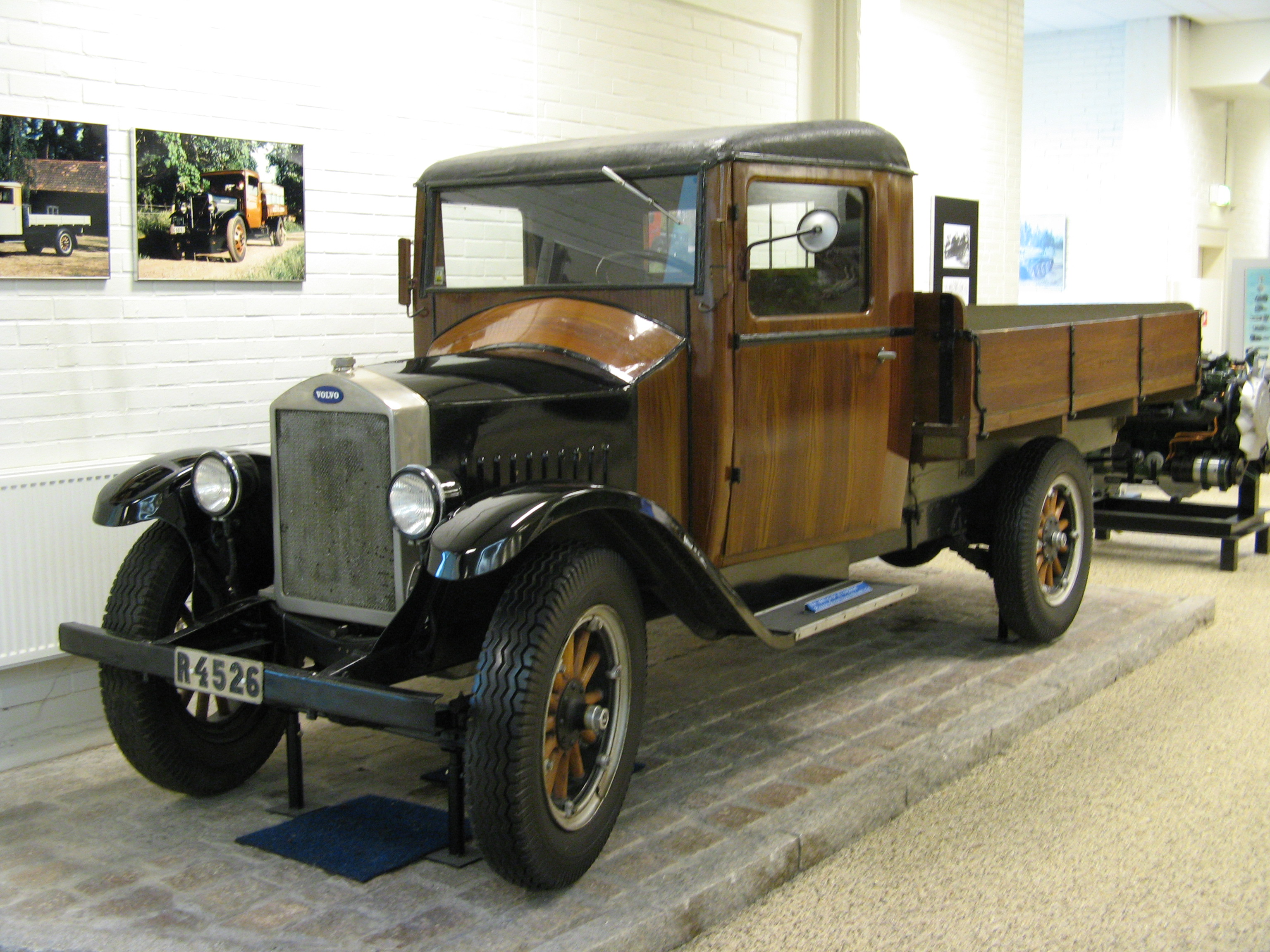
Volvo LV40 (1928)

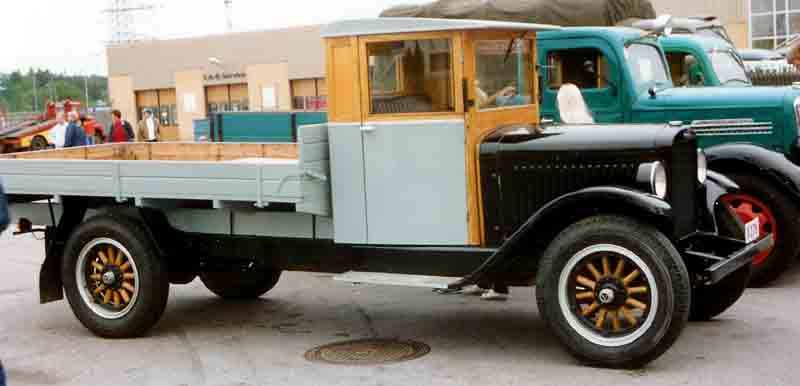
Volvo LV63 (1929)

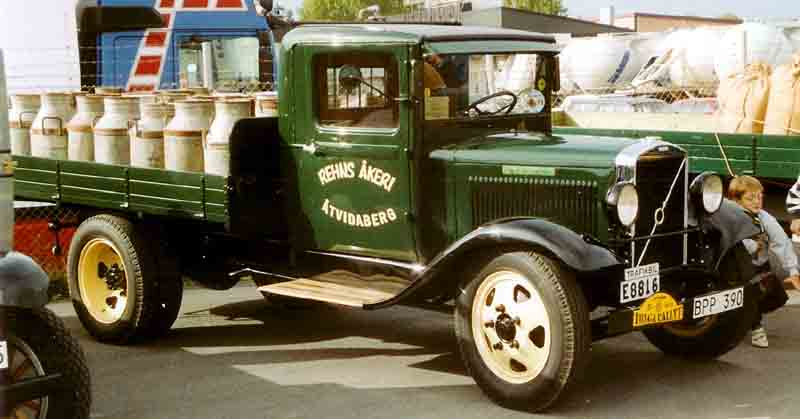
Volvo LV 71D (1934)

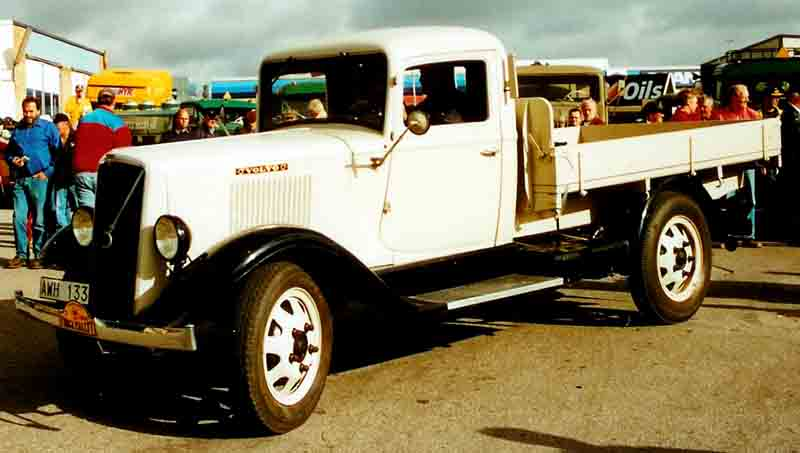
Volvo LV 76 (1936)

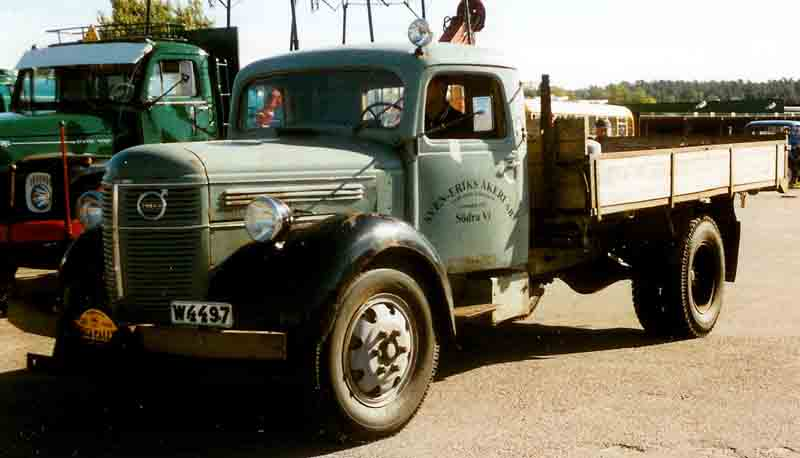
Volvo LV127 (1943)

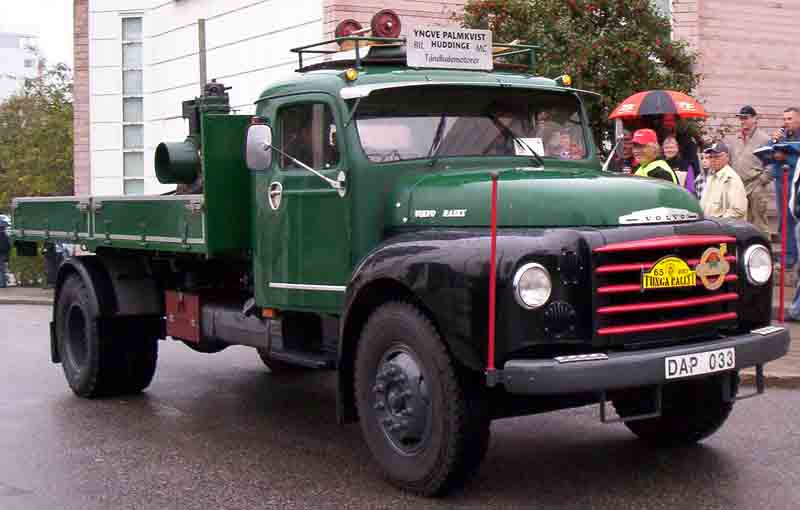
Volvo LV475 (1965)

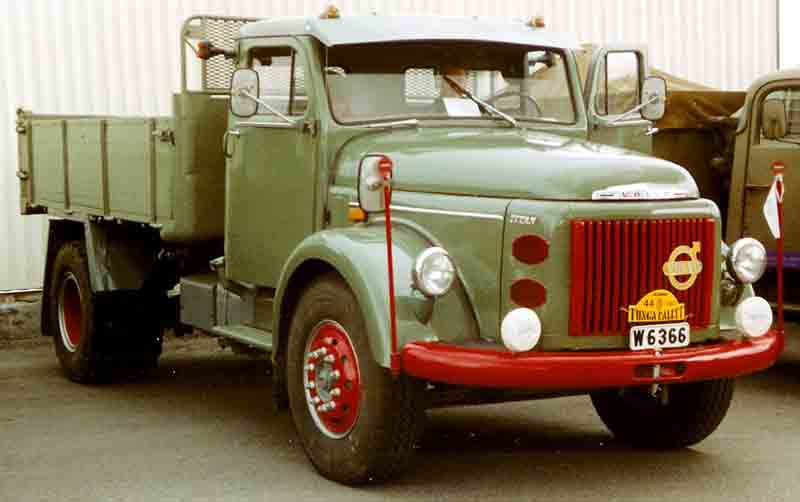
Volvo LV495 «Titan» (1965)

Volvo Trucks (швед. Volvo Lastvagnar) — міжнародний виробник вантажівок зі штаб-квартирою у м. Гетеборг, власником якого є Volvo Group. Станом на 2016 є другим у світі за обсягами виробництва міжнародним виробником і постачальником комерційних транспортних засобів. Основна продукція — вантажівки середньої і великої вантажності категорій N2 та N3, шасі, високопотужні дизельні двигуни та складові частини до них.
Холдинг Volvo Group також володіє торговельними марками «Volvo», «Renault», «Mack» та «UD» (Nissan Diesel).
У 2017 році китайська компанія Geely придбала 14% акцій Volvo Trucks.

## Основні історичні віхи
Фактично історія компанії Volvo Truck Corporation розпочалася влітку 1927-го року, від моменту виготовлення першої вантажівки на шасі першого відкритого легкового автомобіля «Volvo ÖV 4». Вантажівки отримали позначення «LV» від назви «вантажівка» шведською (швед. «LastVagnar»).
Формальною датою заснування компанії Volvo Truck Corporation вважається 19 лютого 1928, коли перша вантажівка серії «LV Series-1» із заводським номером «2» вийшла із заводу, і цього ж дня була продана першому клієнтові. Автомобіль оснащувався 4-циліндровим 2,0-літровим бензиновим двигуном потужністю 28 к. с. Автомобілі цієї серії складали на тому ж заводі та на тих же виробничих лініях, що і легкові Volvo ÖV 4. Завдячуючи успішному поєднанню «ціна-якість», вантажівки мали великий успіх і вже до літа було продано близько 500 авто.
Автомобілі першої серії мали суттєвий недолік для умов тогочасного шведського бездоріжжя. У сільській місцевості практично усі дороги були прокладені парокінними возами чи бричками й зазвичай були двома достатньо глибокими «коліями», що протоптані кінськими копитами й розбиті дерев'яними колесами. Вантажні автомобілі, виготовлені на базі легкових Volvo ÖV 4, мали завузьку для таких доріг колію. У автомобілях 2-ї і наступних серій цей недолік було враховано, що значно підняло популярність вантажівок у сільських місцевостях.
Великою популярністю у замовників користувалися шасі. Попри високу якість заводських кабін, які виготовляв для Volvo сторонній виробник, замовники надавали перевагу шасі і «будували» на ньому все, що бажали — від простих сидінь до критих чи повністю закритих кабін. Популярністю також користувалися шасі і у виробників невеликих автобусів, які монтували на ньому дерев'яний автобусний салон, обшитий металевими листами. Найбільш успішною моделлю серій «LV» 20-х років була Volvo LV63 (1929).
Ще від 1927 компанія співпрацювала із виробником двигунів Pentaverken, який розробляв та виготовляв поршневі двигуни внутрішнього згоряння різного призначення, у тому числі, і для автомобілів Volvo, і який вже у 1935 став власністю Volvo, змінивши назву на Volvo Penta, не припиняючи виробництво човнових двигунів та двигунів іншого призначення.
Модифікація, вдосконалення, розроблення та освоєння нових моделей і модифікацій автомобілів 30-х років пов'язані із збільшенням вантажності автомобілів та підвищенням їх прохідності на засніжених дорогах, що потребувало застосування більш потужних і економічних двигунів. Компанія ухвалила рішення застосовувати двигуни Гессельмана, починаючи з 1933. Такий двигун був «всеядним» і працював на бензині та дизельному паливі і міг застосовувати більш дешеві палива — гас, мазут, соляру. Двигуни важко було запустити, особливо, у холодну пору року, однак, досвідчені водії легко справлялися із цією проблемою.
Зважаючи на загрозу вторгнення збройних сил гітлерівської Німеччини, компанія у 1937-му розпочала розроблення та виробництво транспортних засобів військового призначення. До них належать позашляховики TVA та TVB із незалежною підвіскою усіх коліс з колісною формулою 6 × 4.
Під час Другої світової війни компанія пристосувала двигуни своїх вантажівок до роботи на деревному газі, оснастивши автомобілі транспортними газогенераторами.
У 1946 році на моделях серії «LV» було застосовано дизельні двигуни. Першою була модель LV29 C/V з дизельним двигуном із впорскуванням у передкамеру. У 1956 році на моделях серій «L36» та «L37» було застосовано дизельні двигуни із безпосереднім впорскуванням.
На початку 1969-го був «Volvo Truck division» виокремився як окремий підрозділ компанії Volvo, що можна вважати «юридичною датою» створення нинішньої компанії «Volvo Truck Corporation».
В 1974 було закладено складальний завод вантажівок та автобусів у м. Ірвін, обл. Північний Ейршир, що поблизу Глазго, Шотландія.
У 1981 компанія придбала активи американської компанії White Motor Company, яка на той час стала неплатоспроможною, і налагодила виробництво вантажівок із кабіною, розташованою над двигуном (англ. cab-over-engine (COE)) для канадського ринку. Придбані виробничі потужності та співпраця із GMC з просування продукції Volvo на північноамериканський ринок у подальшому стали фундаментом для заснування «Volvo Trucks North America».
В результаті реорганізації 1982-го була остаточно сформована структура дочірніх компаній, таких як Volvo Car Corporation, Volvo Trucks Corporation, AB Volvo Bus Corporation, Volvo Penta та інших, що може вважатися юридичною датою створення сучасної «Volvo Trucks Corporation».
У 2001 компанія купує «Renault Véhicules Industriels» разом із практично усіма компаніями, що їй належали (включаючи і Mack Trucks), і вже в 2002-му змінює її назву на Renault Trucks. У цьому ж році компанія Mack Trucks була перейменована на «Volvo Powertrain».
В 2006 компанія придбала 13 % акцій японського автовиробника вантажівок «UD Trucks», що на той час входила до «Renault-Nissan Alliance» (Колишньої «Nissan Diesel», що раніше була підрозділом Nissan Motor Co Ltd) і стала головним її акціонером, а в 2007-му — повним власником.

## Основні виробники та їх розташування

### У Швеції
- Швеція Volvo Truck Corporation. Штаб-квартира розташована у м. Гетеборг. Заводи у:
  - м. Гетеборг (район Туві);
  - м. Умео, лен Вестерботтен
  - м. Чепінг, лен Вестманланд (складові трансмісій для Volvo Powertrain)
  - м. Ліндесберг, лен Еребру (мости Meritor)

### За межами Швеції
- США Volvo Road Machinery (військові причепи, мобільні компресори). Штаб-квартира та основні виробничі потужності розташовані у м. Моксвіль, штат Північна Кароліна
- США Volvo Road Machinery (причепи). Штаб-квартира та основні виробничі потужності розташовані у м. Шіппенсбурґ, штат Пенсільванія
- США Volvo Trucks North America. Штаб-квартира розташована у м. Дублін, штат Вірджинія. Заводи у:
  - м. Дублін, штат Вірджинія;
  - м. Ґрінсборо, штат Північна Кароліна;
  - м. Хейґестаун, штат Меріленд (проектування та виробництво двигунів, трансмісій, систем відбирання потужності тощо)

- Бразилія Volvo do Brasil Veiculos Ltda. Штаб-квартира та основні виробничі потужності розташовані у м. Куритиба, штат Парана
- Бразилія Volvo Equipamentos de Construcao (колісні трактори). Штаб-квартира та основні виробничі потужності розташовані у м. Куритиба, штат Парана

- ПАР Volvo Southern Africa. Штаб-квартира розташована у м. Преторія. Основні виробничі потужності у:
  - м. Дурбан, провінція Наталь;
  - м. Джермістон, провінція Ґаутенг

- Індія M/s Volvo India Private Limited. Штаб-квартира та основні виробничі потужності розташовані у м. Бенґалуру, штат Карнатака

- Малайзія Volvo Malaysia Sdn Bhd (вантажівки). Штаб-квартира та основні виробничі потужності розташовані у м. Шах-Алам, провінція Селангор

- Велика Британія Volvo Truck & Bus Ltd (автобуси та вантажівки). Штаб-квартира та основні виробничі потужності розташовані у м. Ірвін, обл. Північний Ейршир, Шотландія

- Франція Volvo Road Machinery (причепи). Штаб-квартира та основні виробничі потужності розташовані у м. Трапп

- Росія ZAO Volvo Vostok. Штаб-квартира розташована у м. Москва. Основні виробничі потужності у м. Калуга

- Бельгія Volvo Europa NV. Штаб-квартира та основні виробничі потужності розташовані у м. Гент, провінція Східна Фландрія

## Основна продукція

### Історичний огляд моделей

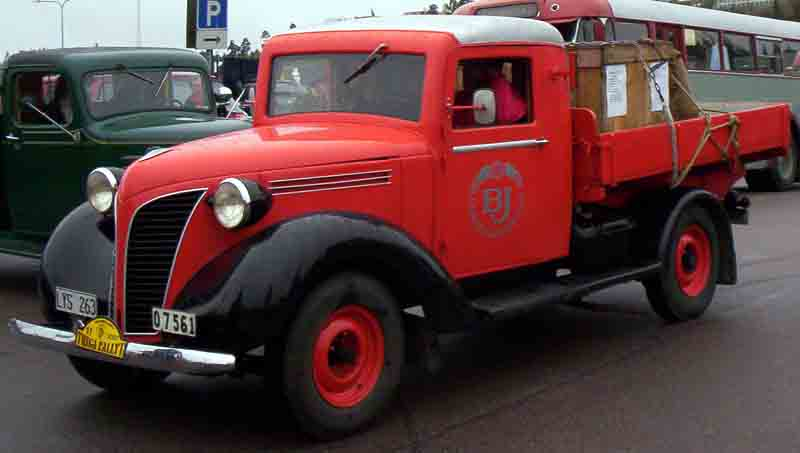
Volvo LV101 «Spetsnosen» (Гострий ніс) (1939)

| - LV4, Серія тип 1 (1928—1929) - LV4, Серія тип 2 (1928—1930) - LV60 (1929—1932) | - LV66 (1931—1936) - LV71 (1932—1935) - LV76 (1934—1940) - LV81 (1935—1940) - LV180/190 «Långnos» (Довгий ніс) - LV100 «Spetsnosen» (Гострий ніс) - LV120/140/ «Rundnosen» (Собаче рило) - TVA та TVB | - LV290 «Långnos» (Довгий ніс) - LV110/120 «Spetsnosen» (Гострий ніс) - LV150/220 «Rundnosen» (Собаче рило) - LV240 «Rundnosen» (Собаче рило) - TVC |

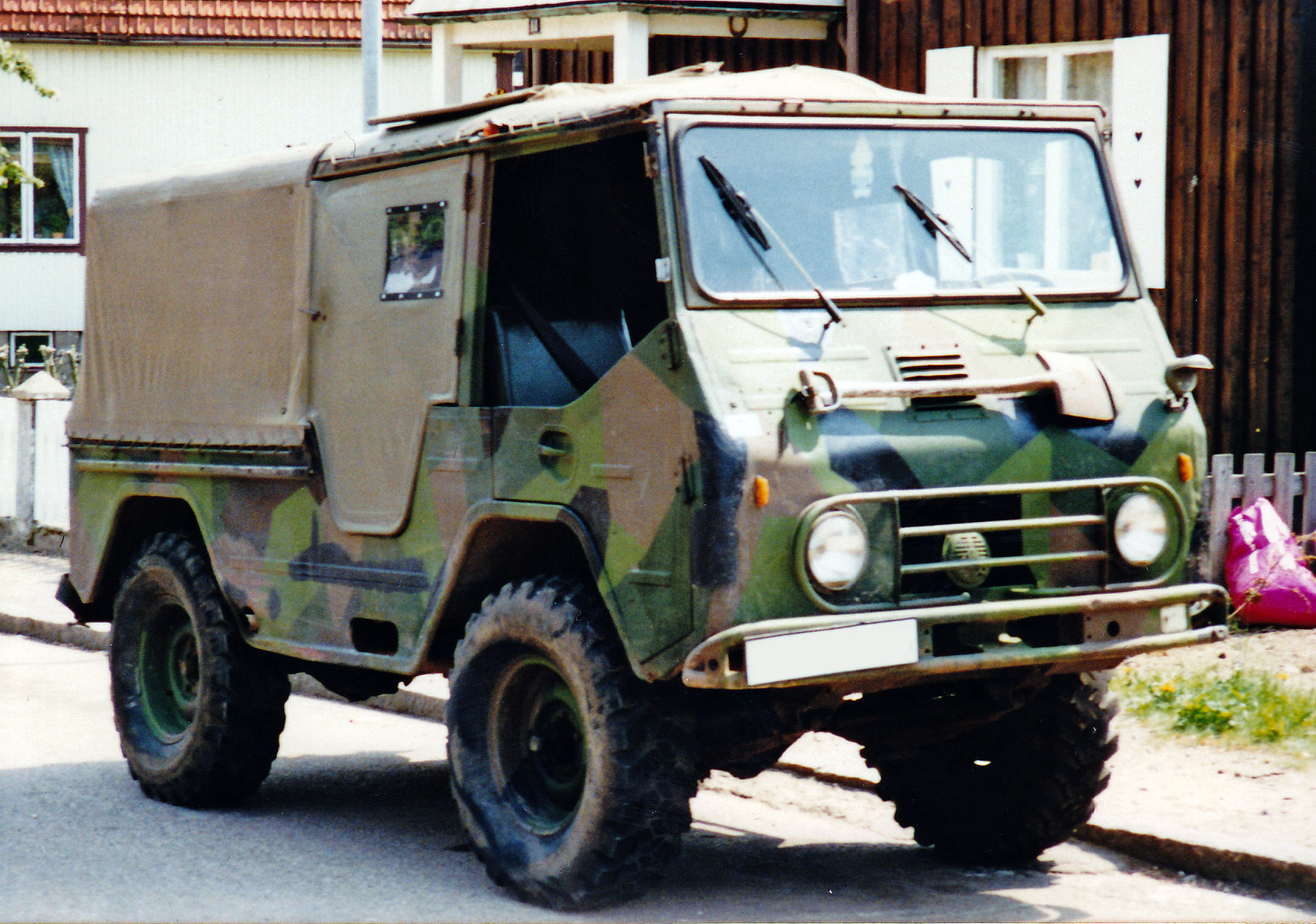
Volvo L3314 «Laplander» (1963)

| - L340 (1950—1956) - L360/370 «Brage» (Браґі) - L365/375 «Starke» (Сильний) - L475 «Raske» (Свіфт) - L4751 «Raske Tiptop» (COE) - L385/485 «Viking» (Вікінг) - L3314 «Laplander» (Лапландець) - L420 «Snabbe» (Швидкий) - L430 «Trygge» (Безпечний) - L395/495 «Titan» (Титан) | - F82 «Snabbe» (Швидкий) - F83 «Trygge» (Безпечний) - L360/370 «Brage» (Браґі) - N84 (1965—1978) - F84/85/86 «Raske Tiptop» (COE) - F88/G88 (1965—1977) - N86 «Viking» (Вікінг) - N88 «Titan» (Титан) | - C303/304/306 - F82S/83S «Snabbe» (Швидкий) - F89/G89 (1965—1977) - F4/F6 (1975—1986) - F6S/F7 (1978—1986) - F10/F12/F16 - Globetrotter - N7/N10/N12 |

| - CH230 - FL4/FL6 (1985—1995) - FL7/FL10/FL12 (1985—1998) - FLC (1997—2006) - FE6/FE7 (Volvo Trucks North America) - F10/F12/F16 (1987—1993) - FS10 - NL10/NL12 (1989—1999) - N12 | - FS7 - FH12/FH16 (1993—2005) - FL6 Hybrid (1995—2010) - FE42/FE64 (Volvo Trucks North America) - FL12 (1996—2006) - FM7/FM10/FM12 (1998—2001) - VN/VT (Volvo Trucks North America) | - FM9/FM11/FM12 - VT (Volvo Trucks North America) - FE Hybrid (Volvo Trucks North America) - FL6 (2000-) - FMX (2010-) |

#### 1970-ті

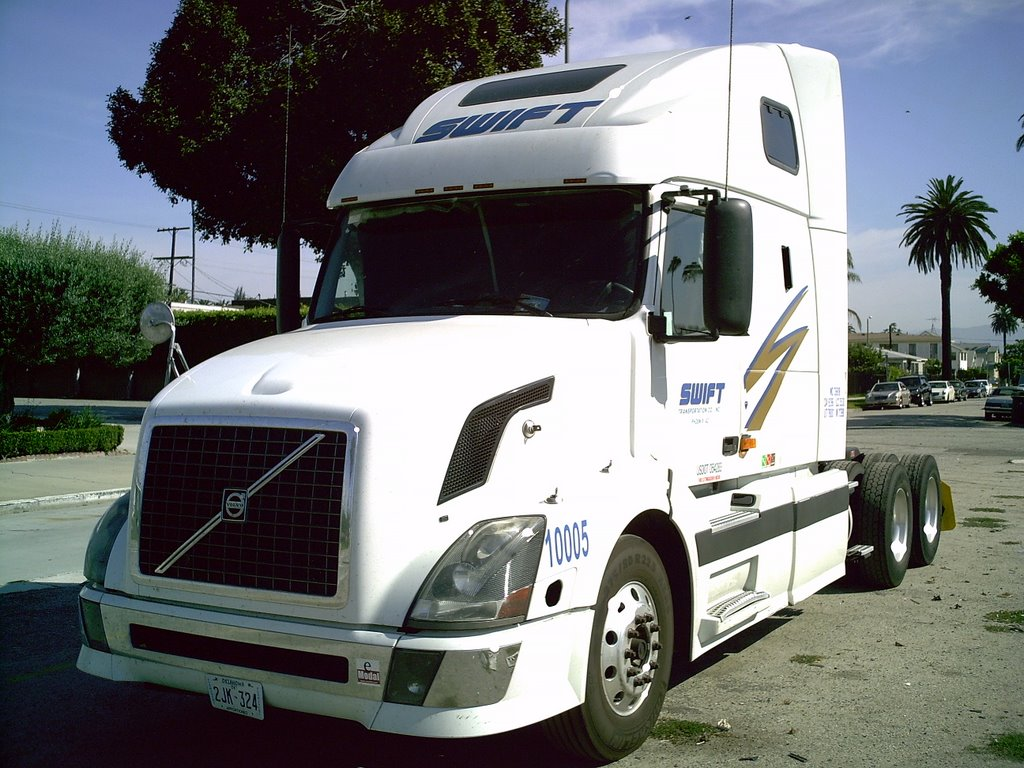
Volvo VN
(Volvo Trucks North America)

### Серія FH

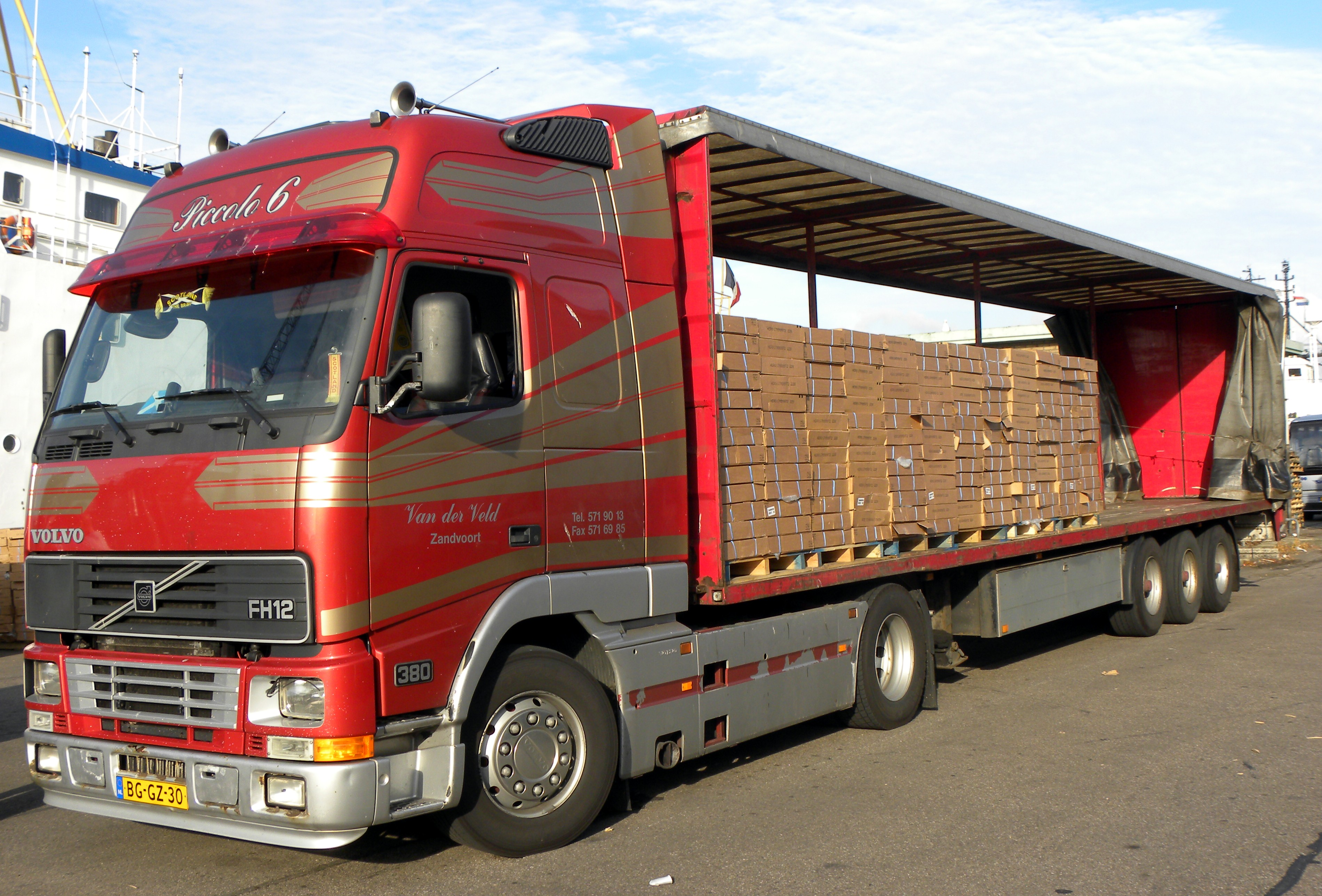
Volvo FH12 380

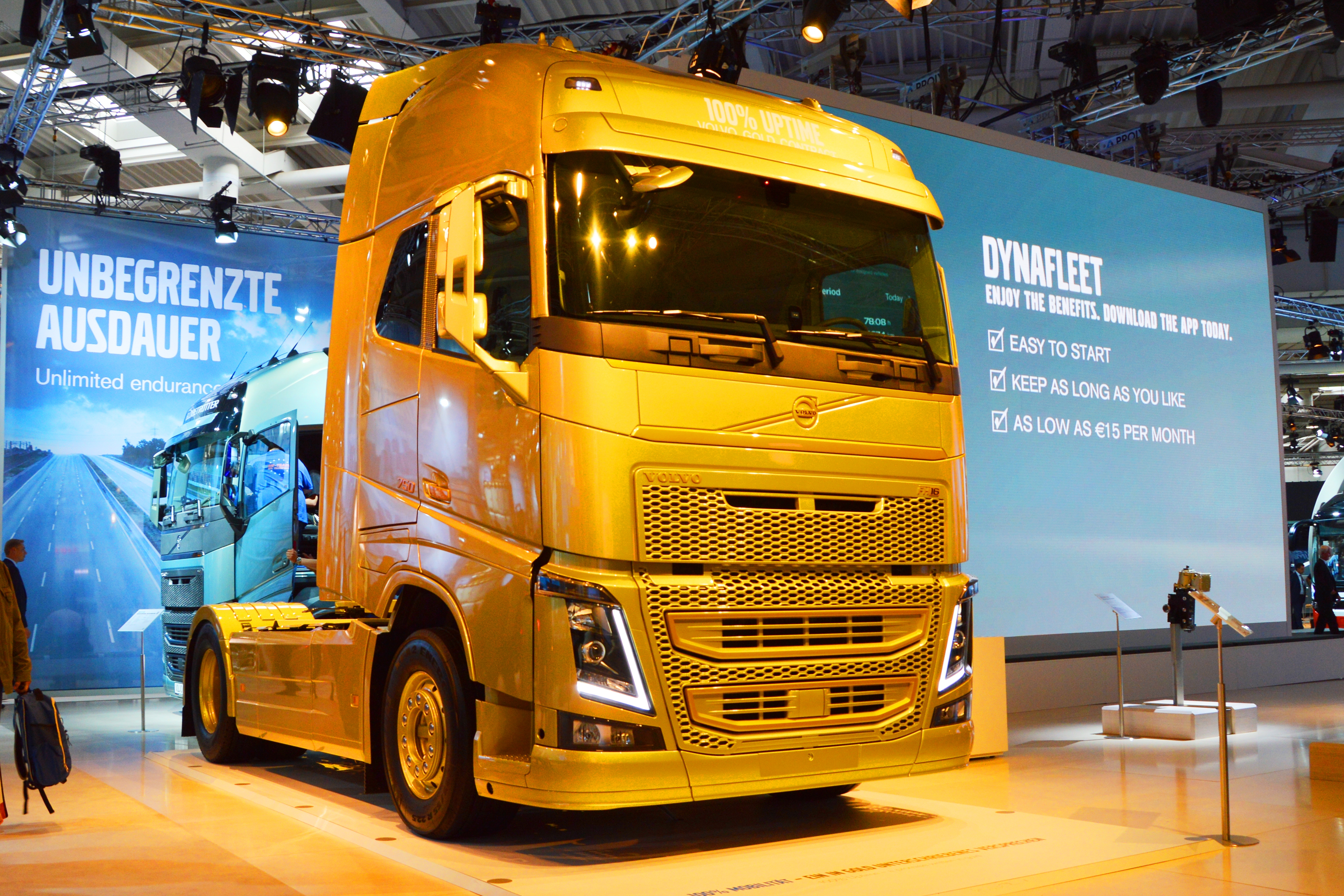
«Золотий» Volvo FH16 750

Наприкінці 1993-го було розпочато виробництво сімейства вантажівок серії «FH» категорії N3 із новими 12-літровим та, згодом, і 16-літровим двигунами. У позначенні моделі букви мають такі значення:
- F — із розташуванням кабіни перед двигуном (англ. Forward Cab);
- H — із високим розташуванням входу в кабіну (англ. High).

Наступні після позначення цифри означають об'єм двигуна в літрах: FH12 та FH16 із, відповідно, 12-літровими та 16-літровими двигунами різних модифікацій. В залежності від версії двигунів моделі поділяють на такі модифікації:
| FH12 : - FH12 340 - FH12 380 - FH12 420 - FH12 460 | FH16 : - FH16 540 - FH16 600 - FH16 610 - FH16 660 - FH16 680 - FH16 700 - FH16 750 |

Кожна з модифікацій вантажівок FH12 поділяється на п'ять вагових груп: 18,2—21,0 т (4x2); 26,1—29,0 т (6x2); 26,5—35,0 т (6x4); 32,0—36,0 т (8x2) та 33,0—42,0 т (8x4).
З 1994-го на вантажівках серії FH було запроваджено встановлення транспортної інформаційної системи Dynafleet, яка дає змогу її користувачеві переглядати значення ряду параметрів в режимі реального часу, у тому числі координат поточного місцезнаходження транспортного засобу, включаючи географічні довготу та широту, висоту над рівнем моря, положення на карті місцевості, поточні значення показників споживання палива, забруднення повітря, тривалості роботи водіїв, інтервалів технічного обслуговування тощо.
Починаючи із 1998-го, вантажівки серії FH розпочали збирати і в Бразилії. Двигуни D12C для бразильських FH та NH також почали виробляти у Бразилії, для чого спеціально був споруджений завод двигунів. Окрім цього, було організоване виробництво кабін для моделей цих серій.
У 2005 було запроваджено новий модифікований 13-літровий двигун D13A. Останні модифікації вантажівок FH оснащують двигунами D13C та D13K, які задовольняють вимоги щодо обмеження шкідливих і токсичних викидів на рівні «Євро-5» та «Євро-6». Залежно від двигунів розрізняють такі основні модифікації: FH420; FH460; FH500 та FH540.

### Серія FL

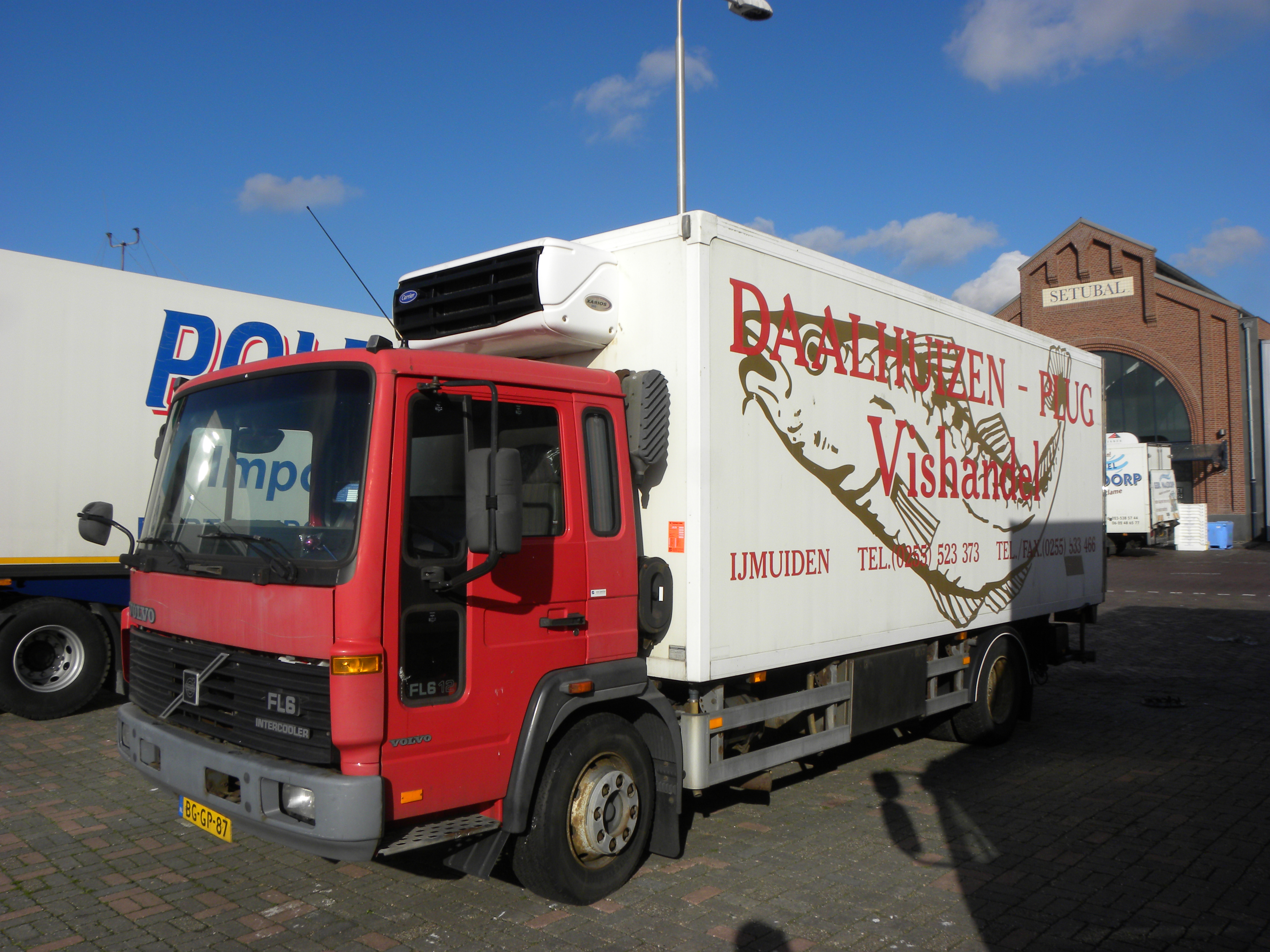
Volvo FL6

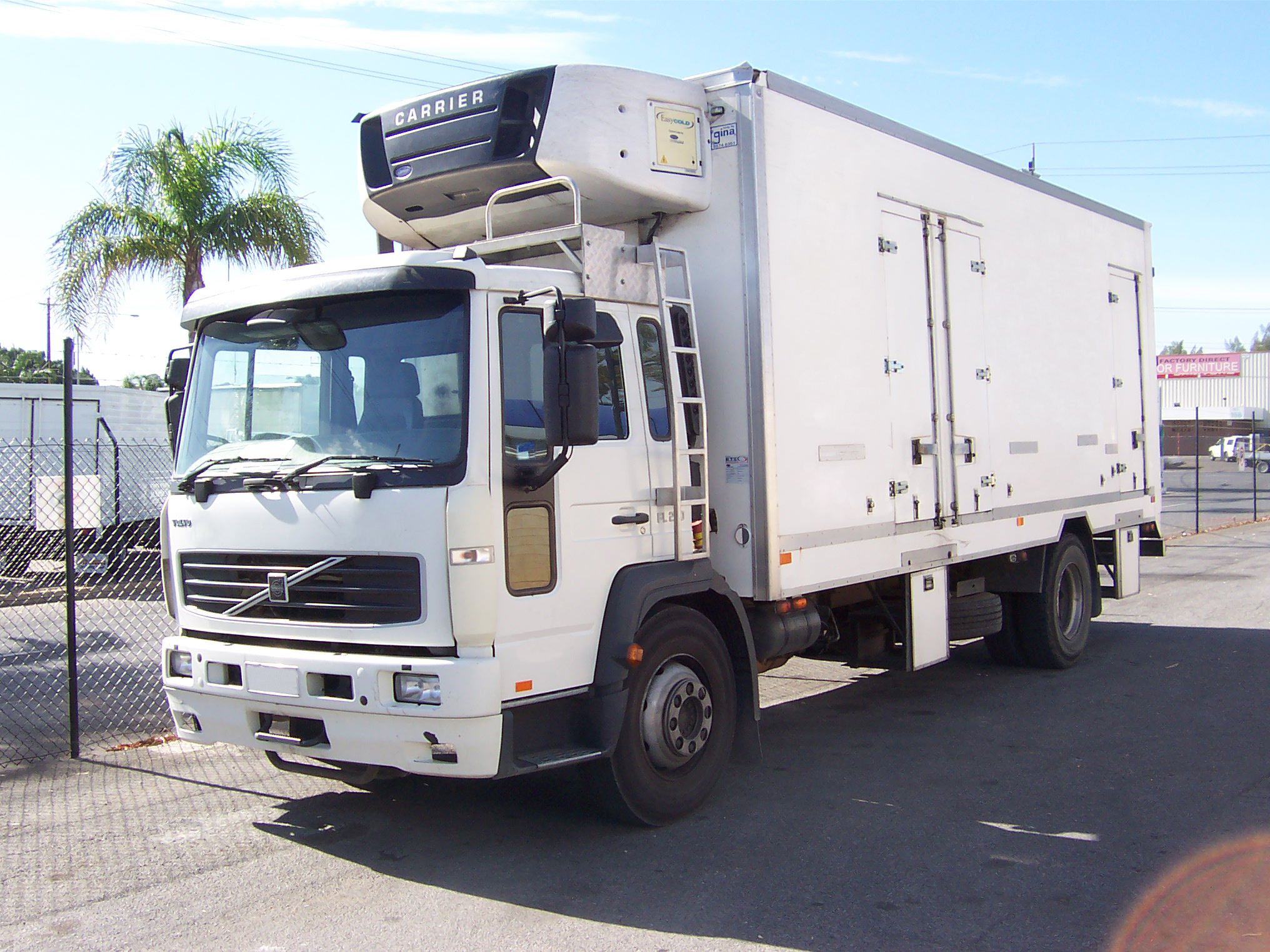
Volvo FL250

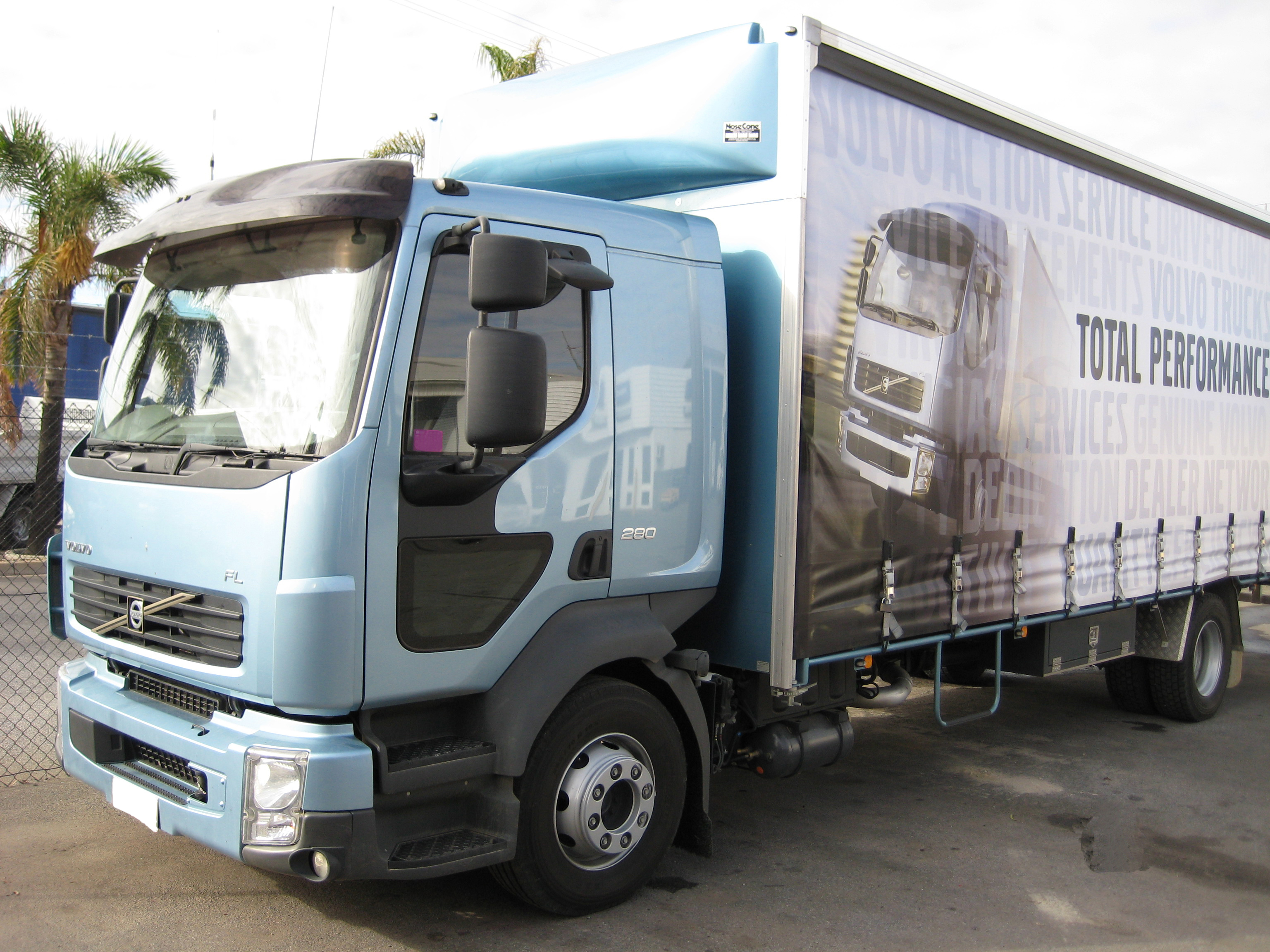
Volvo FL280

У 1985-му було розпочато виробництво сімейства низькорамних вантажівок серії «FL». У позначенні моделі букви мають такі значення:
- F — з розташуванням кабіни перед двигуном (англ. Forward Cab);
- L — з низьким розташуванням рівня кабіни (англ. Low-lewel Cab).

Сімейство вантажівок FL категорій N2 та N3 з повною масою від 7,5 до 26 тонн поділяються на чотири основних групи: 7,5—12 т, 12—15 т, 16—19 т та 26 т. Кожна із груп також поділяється на ряд підгруп за типорозміром шасі і рам в залежності від призначення. Для шасі, призначених для монтування спеціальних кузовів (сміттєвозів, самоскидів тощо) та для застосування у внутрішніх міських перевезеннях, передбачено встановлення передніх мостів із можливістю повороту керованих коліс на кут до 52°.
На автомобілях встановлюються три типи кабін — звичайна (коротка) довжиною 1657 мм, подовжена із спальним місцем довжиною 2002 мм, та «здвоєна кабіна» із двома рядами сидінь.
На автомобілях, виробництва після 1996-го почали встановлювати обладнання та програмне забезпечення транспортної інформаційної системи Dynafleet 2.0, яка виконує ряд функцій, надаючи можливість клієнту через мережу Інтернет відстежувати пересування свого вантажу в режимі реального часу.
Основні групи ранніх моделей:
- FL 4 із шириною кабіни 2,3 м;
- FL 6 із шириною кабіни 2,3 м;
- FL 7 із шириною кабіни 2,5 м;
- FL 10 із шириною кабіни 2,5 м.

У 1997 появилась найменша модель FLC повною масою 7,5 тонн.
Основні групи моделей автомобілів першої генерації:
- FL 180 із повною масою від 7,5 до 19 тонн та колісною формулою 4 × 2;
- FL 220 із повною масою від 12 до 26 тонн та колісними формулами 4 × 2 і 6 × 4;
- FL 250 із повною масою від 12 до 26 тонн та колісними формулами 4 × 2 і 6 × 4.

Основні групи моделей автомобілів другої генерації: FL 240; FL 260; FL 280; FL 290.

### Серія FE

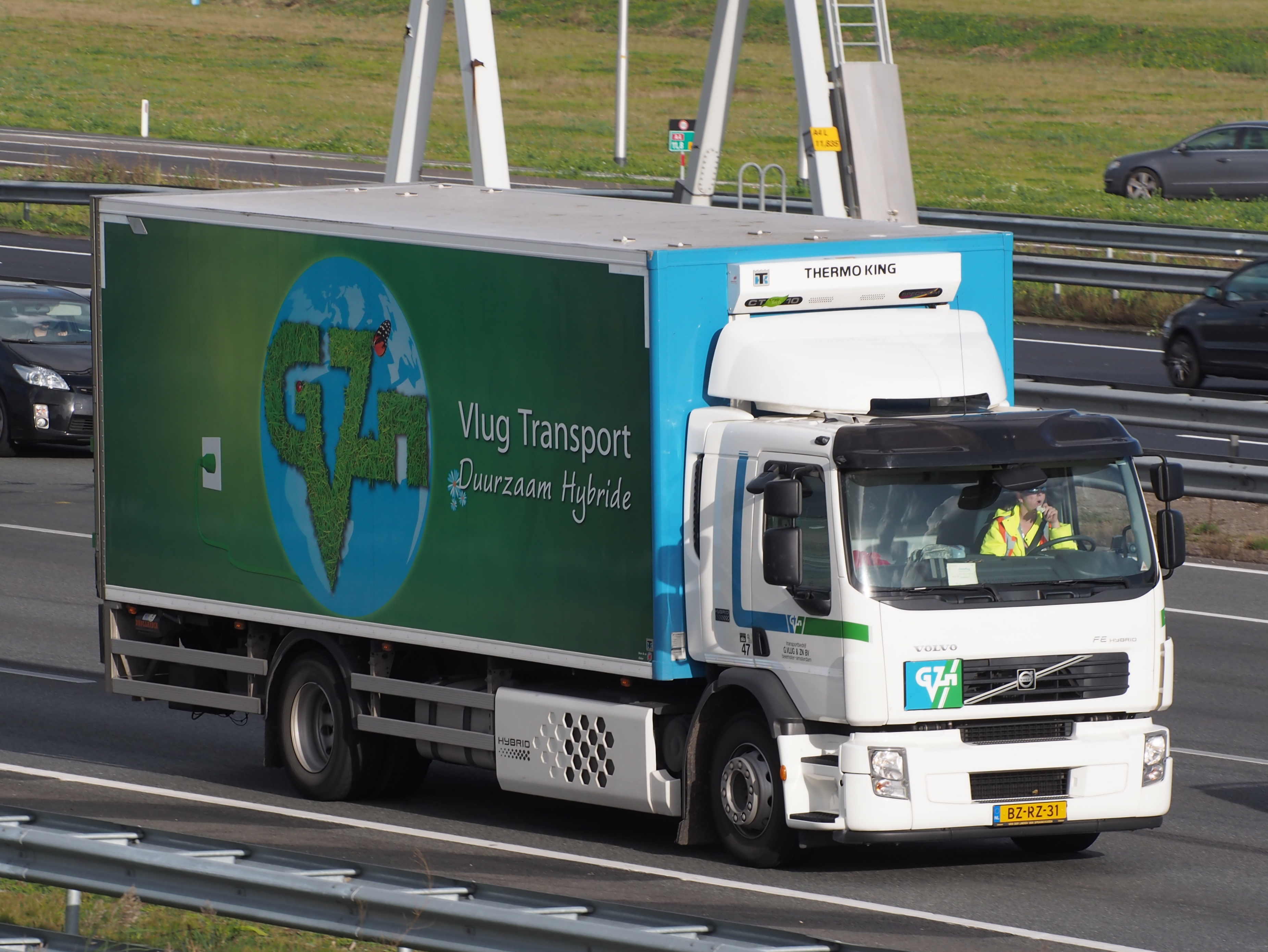
Volvo FE Hybrid
Volvo Trucks North America

В Сполучених Штатах Америки найбільш популярними були версії FL 6 та FL 7 у так званому «економному виконанні» (англ. Economy), у яких застосовувались більш дешеві американські комплектуючі, включаючи двигуни Cummins, Caterpillar і Detroit Diesel. Моделі отримали модифіковані позначення FE6 та FE7.
У 1990 на зміну цим моделям прийшли вантажівки FE42 та FE64. Позначення розшифровується як «кабіна перед двигуном (керування попереду), економний варіант» (англ. Forward Control, Economy). «42» означає колісну формулу 4 × 2, а «64» — 6 × 4. Тягач отримав позначення FE42T.
Друга генерація автомобілів серії FE, розроблена для ринків Європи, близького Сходу та Австралії, включає вантажівки, тягачі та шасі, оснащені двигунами Deutz з механічними (ZF) та автоматичними трансмісіями (Allison). На шасі передбачено монтувати спеціальне обладнання (сміттєвози, самоскиди тощо). Передбачене встановлення трьох типів кабін — денна кабіна, комфортна кабіна із спальним місцем та спальна кабіна підвищеного комфорту.
Результатом продовження створення і вдосконалення технологій гібридних автомобілів, започаткованих на «FL6 Hybryd» ще у 1995, стала оновлена «FE Hybryd», виробництво якої розпочато у 2010.

### Серія FM

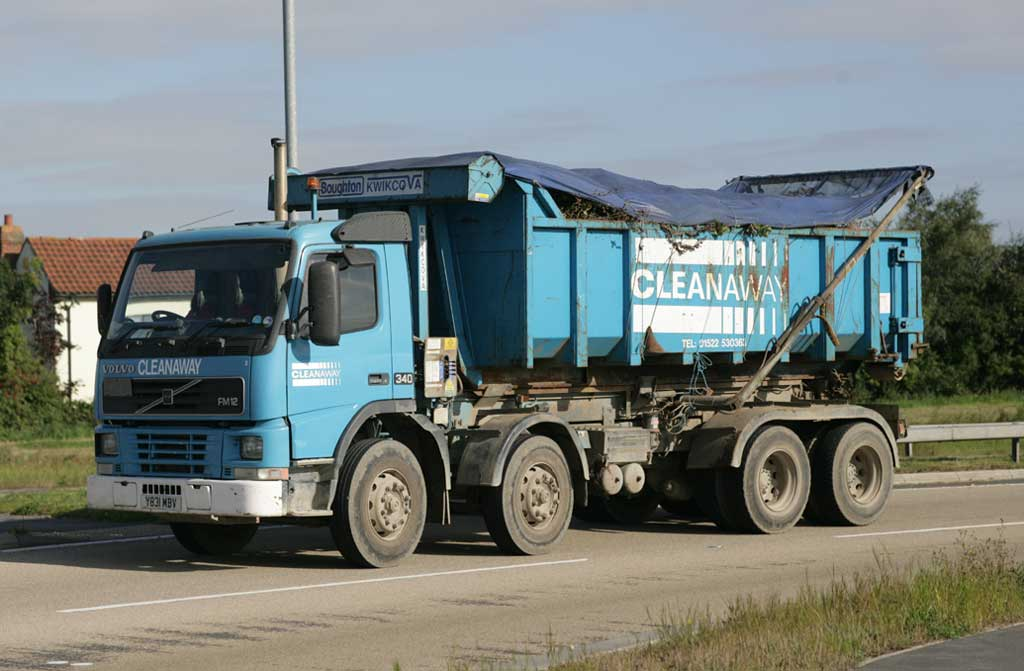
Volvo FM12 340

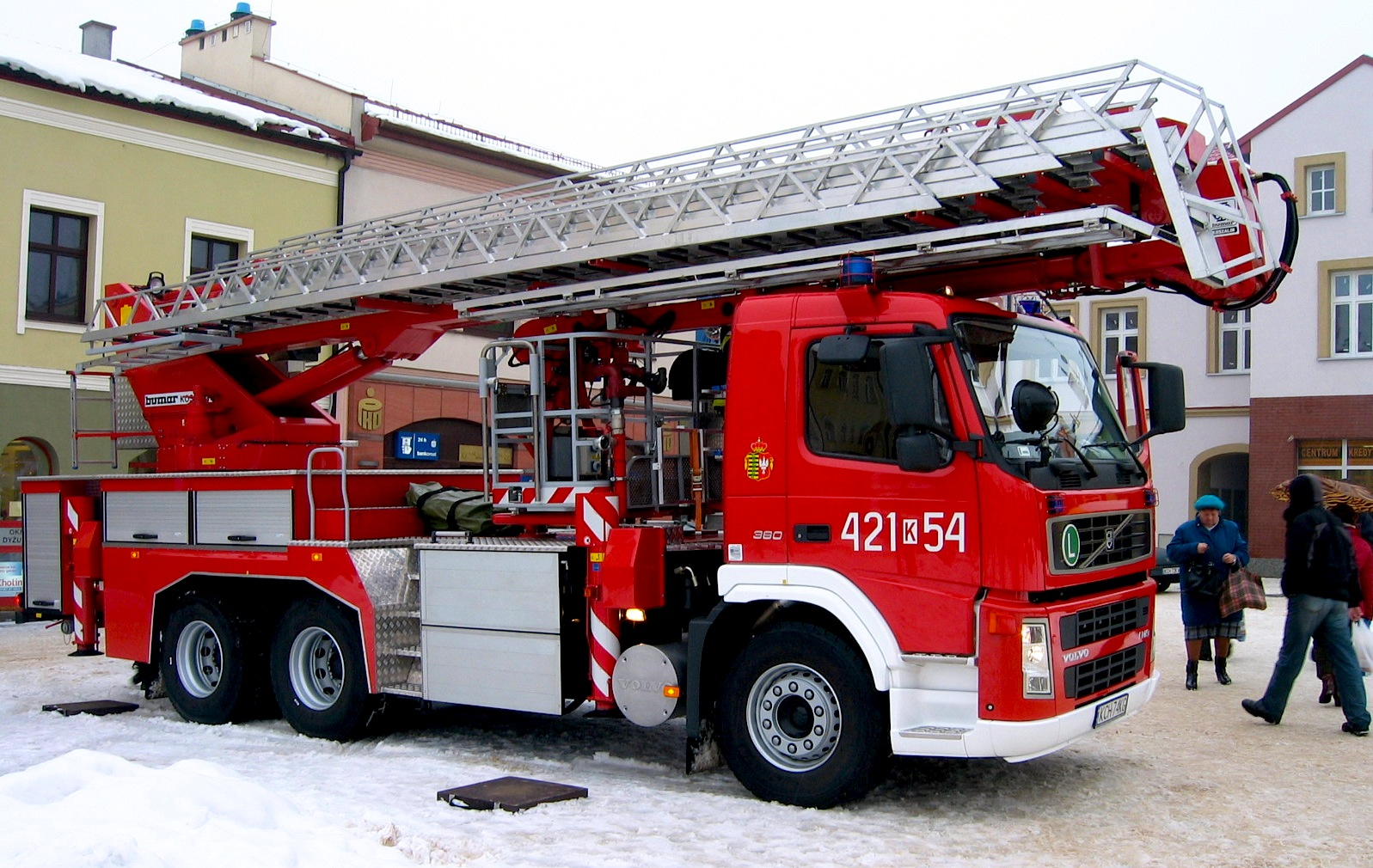
Volvo FM9 380

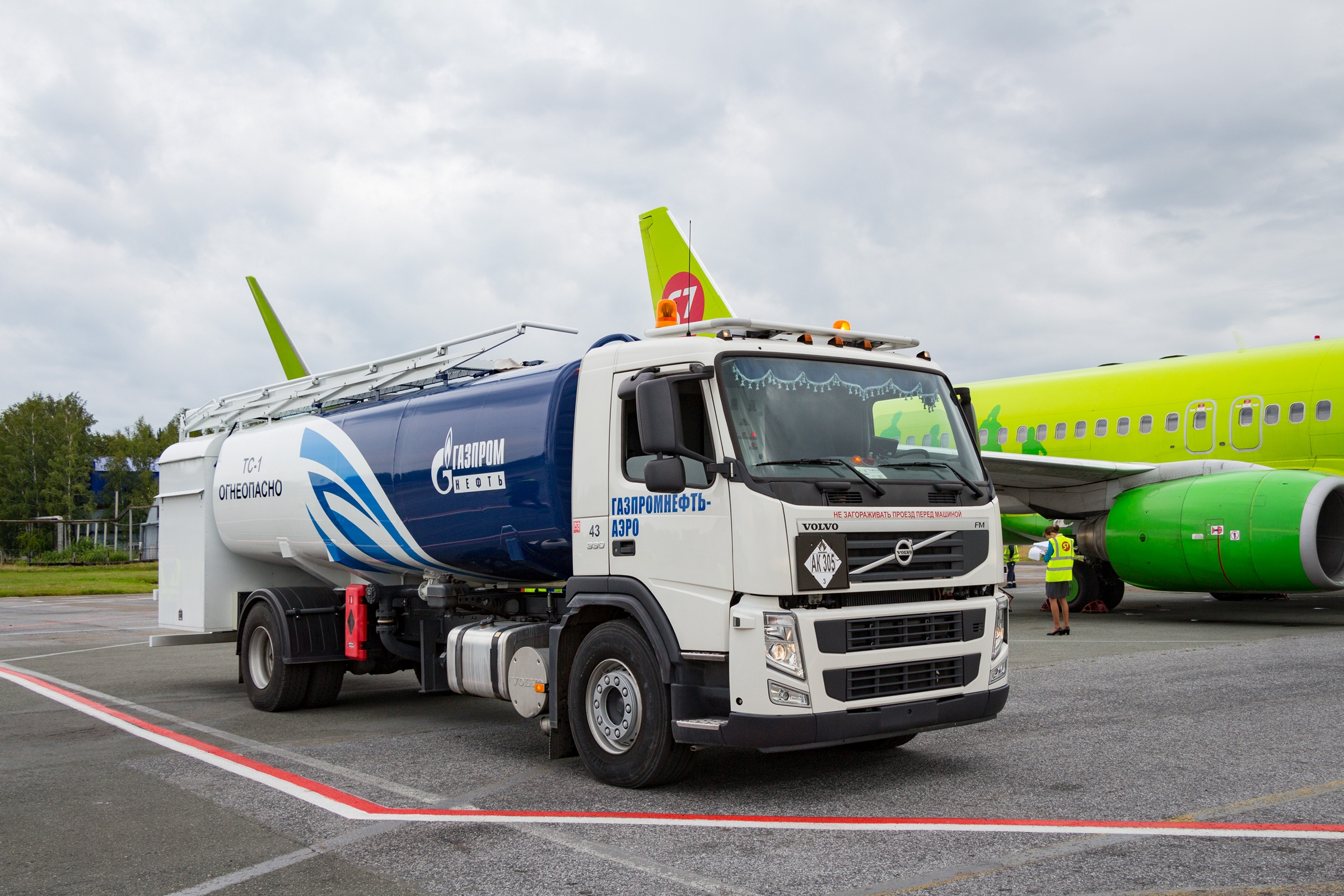
Volvo FM 330 у аеропорту Томська

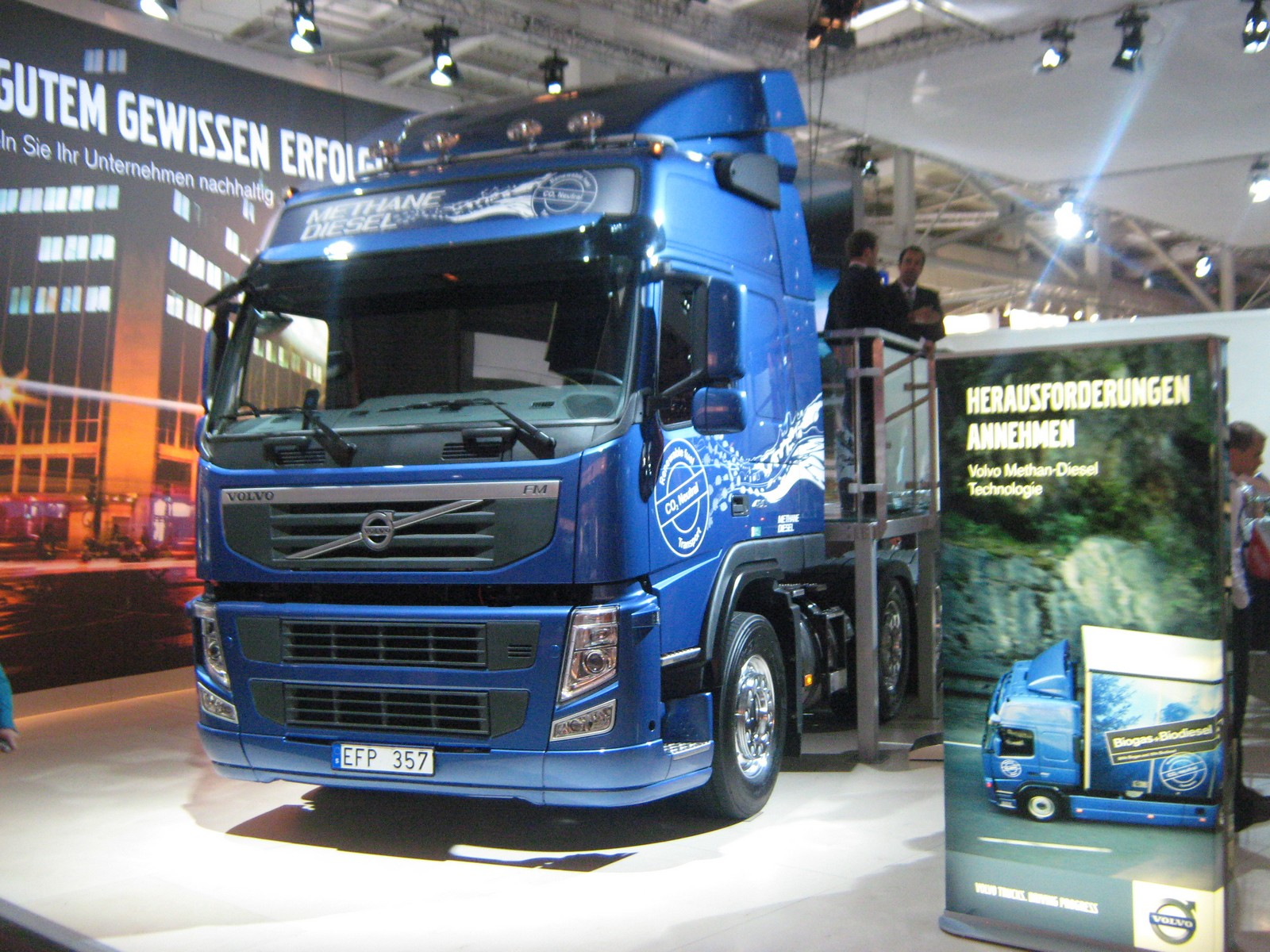
Volvo FM Methane Diesel 460
(13 л. газодизель на зрідженому газі)

У 1998-му було розпочато виробництво сімейства вантажівок серії «FM». У позначенні моделі букви мають такі значення:
- F — із розташуванням кабіни перед двигуном (англ. Forward Cab);
- M — із кабіною середньої висоти (англ. Medium Height Cab).

Наступними цифрами після позначення є об'єм двигуна в літрах: FM7, FM10 та FM12 із, відповідно, 7-літровими, 10- літровими та 12-літровими двигунами різних модифікацій. В залежності від версії двигунів моделі поділяють на такі модифікації:
| FM7 : - FM7 250 - FM7 290 - FM7 310 | FM10 : - FM10 320 - FM10 360 | FM12 : - FM12 340 - FM12 380 - FM12 420 |

Усі модифікації вантажівок цих серій поділяються на п'ять вагових груп: 18,2—21,0 т (4x2); 26,1—29,0 т (6x2); 26,5—35,0 т (6x4); 32,0—36,0 т (8x2) та 33,0—42,0 т (8x4).
Окрім зазначених модифікацій, вироблялися повноприводні версії із планетарними редукторами в ступицях, із посиленими рамами і підвісками, призначені для роботи в кар'єрах та в умовах бездоріжжя:
| Повна маса 22,0 т: - FM12 340AWD (4x4); - FM12 380AWD (4x4); - FM12 420AWD (4x4); | Повна маса 35,0 т: - FM12 340AWD (6x6); - FM12 380AWD (6x6); - FM12 420AWD (6x6) |

У 2001 розпочалося виробництво нових версій FM9 із новим 9-літровим двигуном D9A. Разом із тим, продовжувалося виробництво версій FM12 із модифікованим 12-літровим двигуном D12D. В залежності від версії двигунів основними моделями були:
| З двигунами D9A : - FM9 300 - FM9 340 - FM9 380 | З двигунами D12D : - FM12 460 |

Починаючи з 2005-го наступну генерацію вантажівок цих серій оснастили новим 13-літровим та більш сучасним 11-літровим двигунами.
У 2007 на заміну двигуну D13A прийшов модернізований D13B. Модернізації зазнали і вантажівки цієї серії та системи управління двигуном та шкідливими і токсичними викидами. В залежності від версії двигунів моделі поділяються на такі основні модифікації:
| З двигунами D13A : - FM 380 - FM 420 - FM 460 - FM 480 | З двигунами D11 : - FM 330 - FM 370 - FM 410 - FM 450 | З двигунами D13B (з 2007): - FM 380 - FM 420 - FM 460 - FM 500 (опція) |

У 2010-му році в Ганновері був представлений Volvo FM Methane Diesel із 13-літровим двигуном потужністю 460 к. с., який працює на зрідженому природному газі. Двигун також може працювати і на дизельному паливі без подачі газу.

### Серія FMX

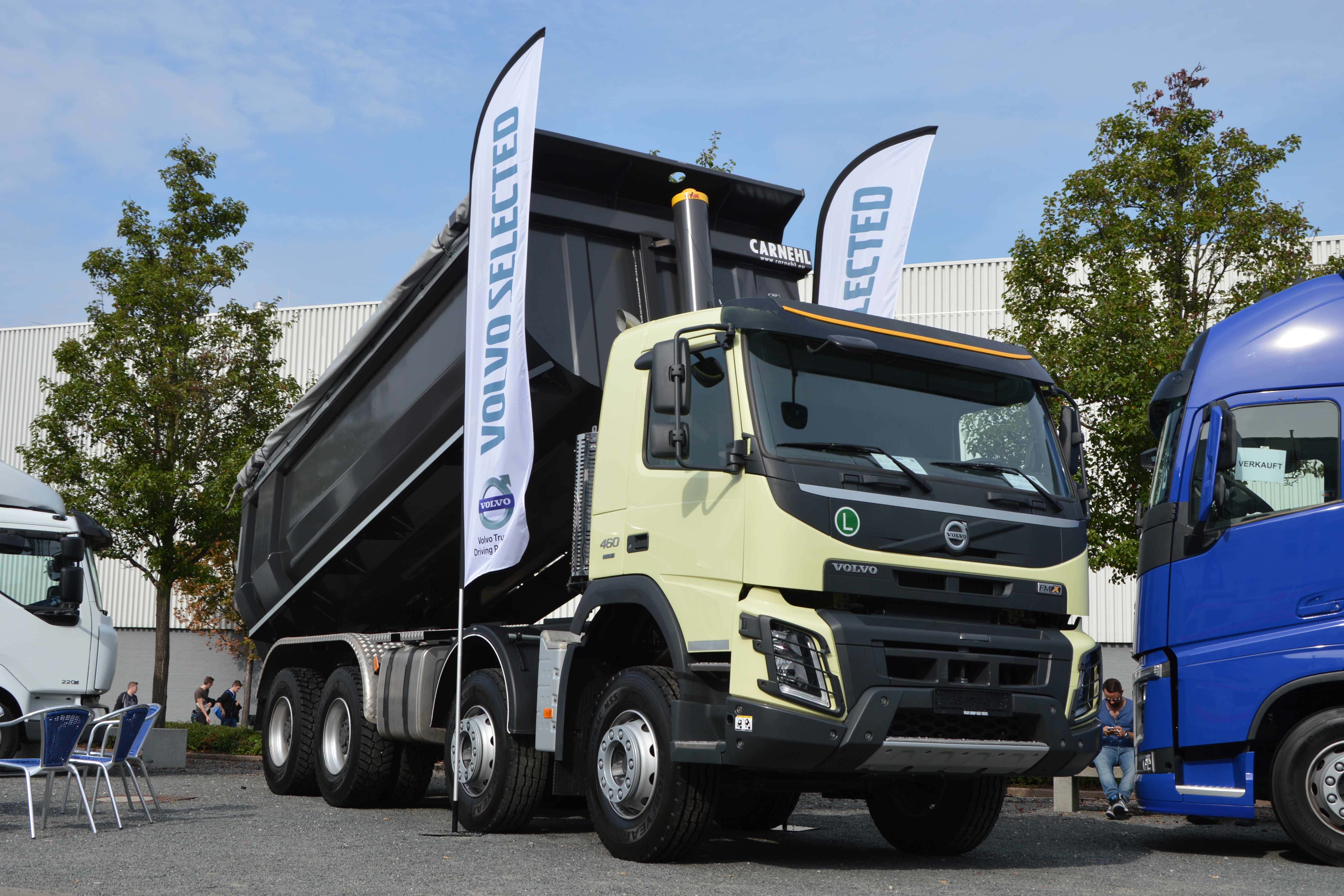
Volvo FMX 460 (8x4)

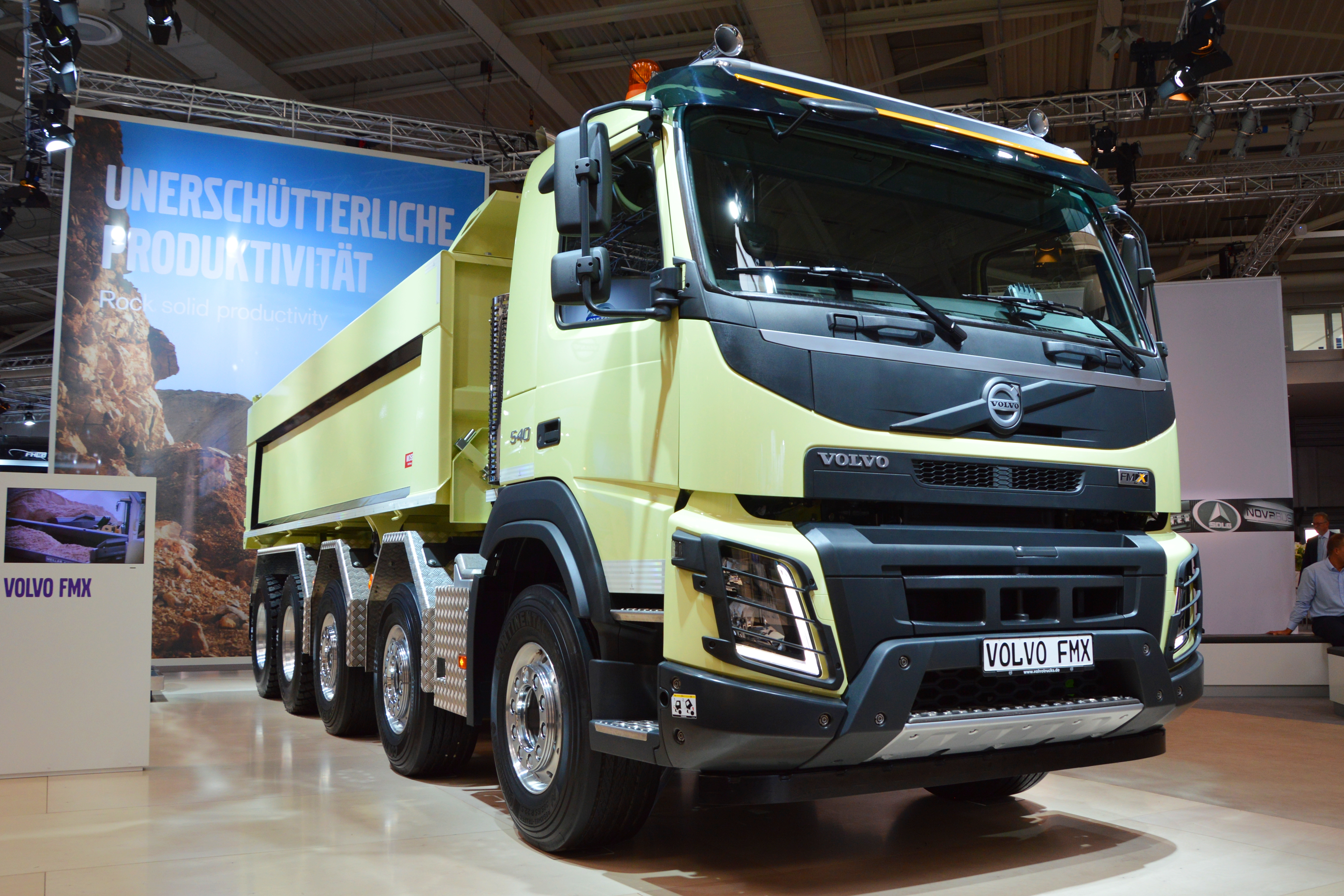
Volvo FMX 540 (10x4)

У 2010-му було продемонстровано «екстремальну» версію вантажівок FMX, розроблених на базі повноприводних FM AWD. Нова версія відрізнялася зміцненням конструкції та поліпшенням прохідності, особливо, у позадорожніх умовах, тому що призначалась для роботи на будівництві і в кар'єрах. У позначенні моделі буква F означає, що автомобіль може працювати в екстремальних умовах роботи (англ. Forward control Medium Xtreme).
У першій генерації цієї серії застосовувалися 11-літрові та 13-літрові двигуни D11 та D13C (Євро-5). У другій генерації застосовуються модифіковані версії цих двигунів (Євро-6). В залежності від версій двигунів моделі поділяють на такі модифікації:
| З двигунами D13 (Євро-5): - FMX 380 - FMX 420 - FMX 460 - FMX 500 | З двигунами D11 (Євро-5): - FMX 330 - FMX 370 - FMX 410 - FMX 450 | З двигунами D13 (Євро-6): - FMX 420 - FMX 460 - FMX 500 - FMX 540 | З двигунами D11 (Євро-6): - FMX 330 - FMX 370 - FMX 410 - FMX 450 |

На вантажівках серії FMX 460 Methane Diesel встановлюється 13-літрова газо-дизельна версія двигуна, який працює на дизельному паливі та на зрідженому природному газі, і який добре себе зарекомендував на аналогічних версіях FM 460 Methane Diesel. Вантажівки цієї серії мають поліпшені екологічні і економічні характеристики, однак успішне просування їх на ринках обмежується регіонами із наявною мережею газових заправок.

### Серія VN

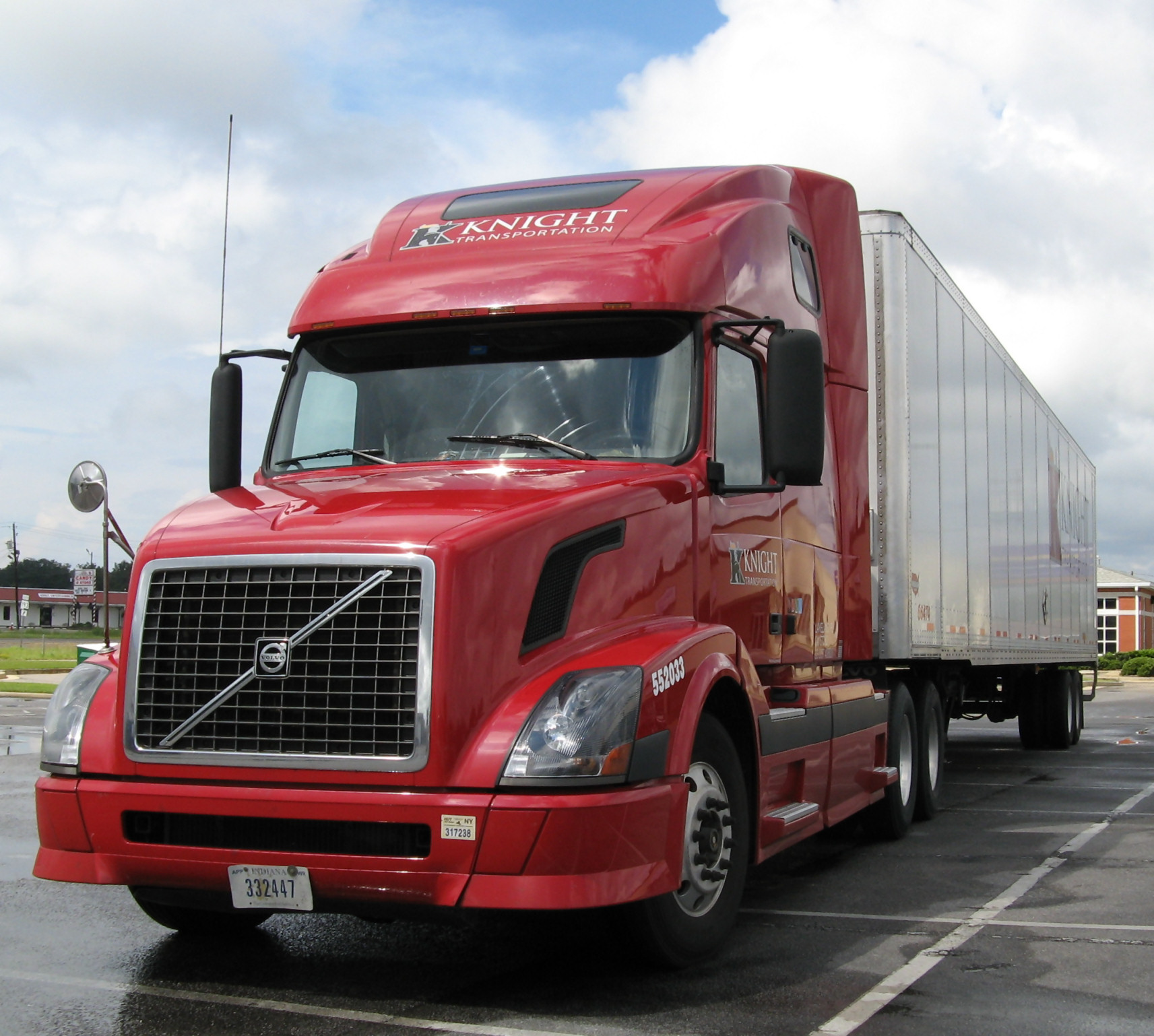
Volvo VN

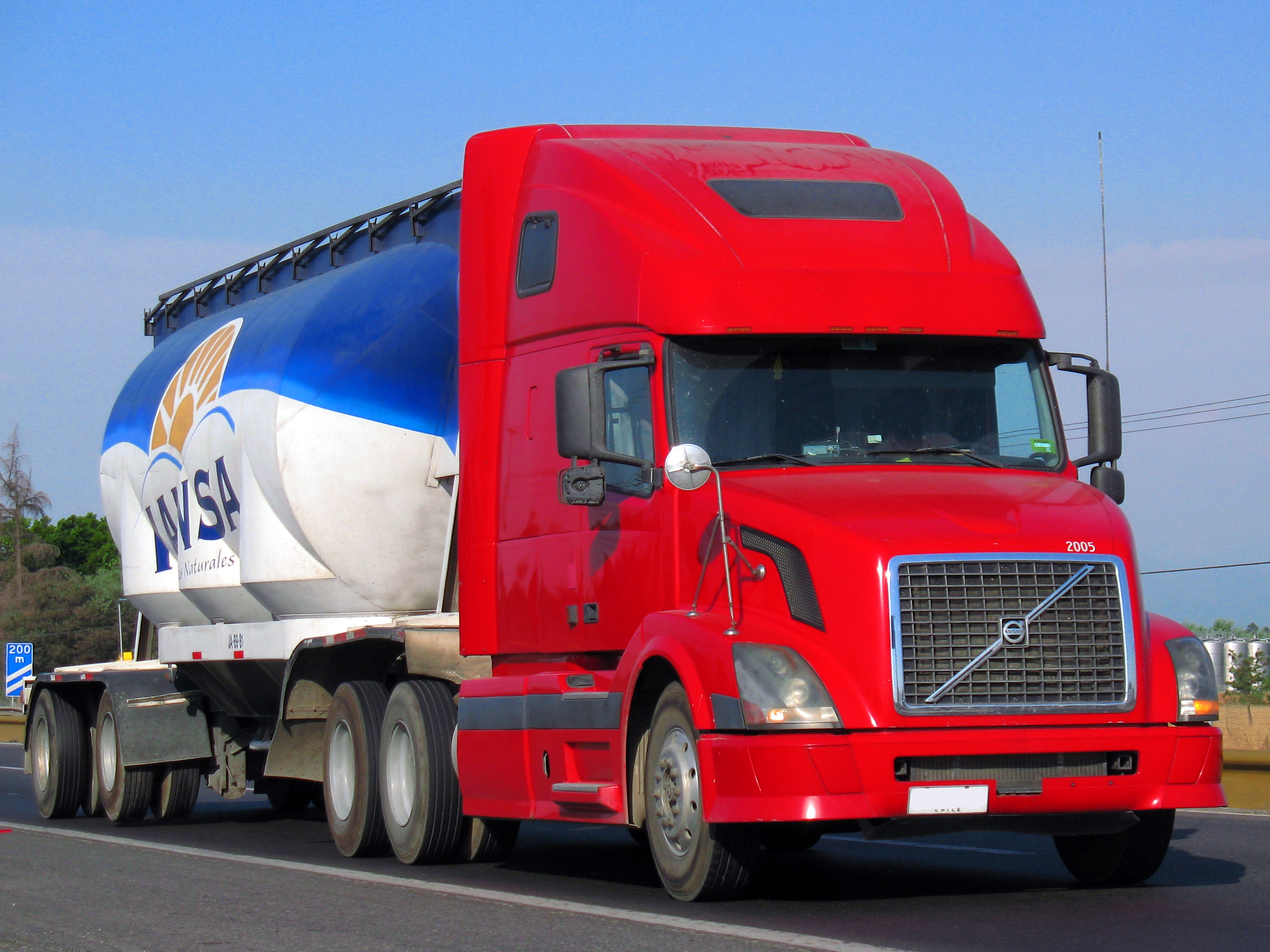
Volvo VNL (2005)

У 1996 була представлена концептуальна модель вантажівки серії «VN», яка призначалась для американського ринку. Ефективність нової моделі повинна була досягатися за рахунок поєднання зниження власної маси із підвищення вантажопідйомності. У позначенні моделі букви мають такі значення:
- V — (англ. Volvo).
- N — із «звичайним» розташуванням кабіни (капотна компоновка) (англ. Normal Control).

До 1997-го автомобілі виготовлялися із двома версіями кабін із спальними місцями, а також, із «денною» версією кабіни. Після 1997 розпочато виробництво інших версій кабін із житловими модулями з підвищеним рівнем комфортності та обладнанням житлового модуля телевізором, мікрохвильовою пічкою, шафою, двома спальними місцями та ін. Версію «VM 770» можна назвати «швидкісним домом на колесах», у якому є навіть сантехніка. Основною версією двигуна був практично ідентичний до «Volvo D12», але, із широким застосуванням американських складових частин.
У 2002 автомобілі почали оснащувати більш компактними та більш екологічними 11-ти та 13-літровими двигунами, подібними до двигунів, які встановлюються на серіях FH і FM, із застосуванням широкої гами американських складових частин, а також, 15-літровий двигун Cummins. Паралельно до основних моделей розпочалося виробництво моделей автомобілів із «короткими» кабінами, які отримали позначення VNM — із капотом «середньої» довжини (англ. Medium). На моделях цієї серії встановлюють компактні 11-ти та 13-літрові двигуни.
Починаючи із 2005-го, на модернізованих автомобілях почали встановлювати новий, спеціально розроблений Volvo, 16-літровий двигун. Кабіни також зазнали модернізації, стали легшими, більш комфортними, більш безпечними, більш ергономічними і більш аеродинамічними. Автомобілі із більш потужним двигунами мають довший у порівнянні із базовими моделями капот і позначення «VNL» (англ. Long).

### Серія NH

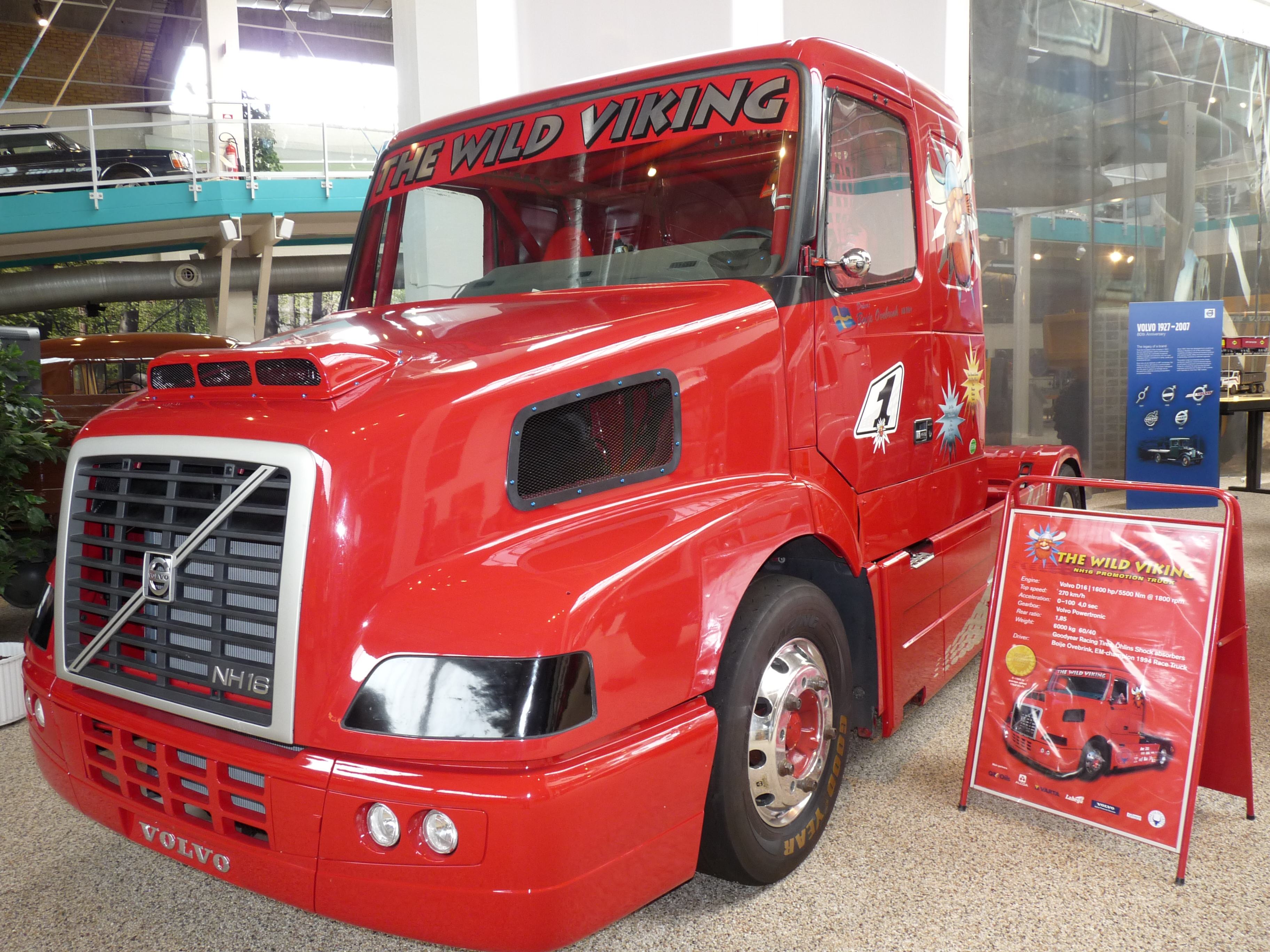
Підготовлений до перегонів Volvo NH16 (потужність двигуна 1600 к. с.)

Автомобілі цієї серії є спорідненими із серіями FM та FH, складові частини яких на 90 % є взаємозамінними. Основною відмінністю є капотні кабіни, уніфіковані із кабінами північноамериканських VN. У позначенні моделі букви мають такі значення:
- N — із «звичайним» розташуванням кабіни (капотна компоновка) (англ. Normal);
- H — із високим розташуванням входу в кабіну (англ. High).

Наступними цифрами після позначення є об'єм двигуна в літрах: NH12 та NH16 із, відповідно, 12-літровими та 16-літровими двигунами різних модифікацій.
На моделях NH12 встановлюють двигуни D12C, аналогічні двигунам, що встановлюються на FM12/FH12. В залежності від версії двигунів моделі поділяють на такі модифікації: 380; 420 та 460. Усі модифікації поділяються на дві вагові групи: 20,1 т (4 × 2) та 27,1—32,0 т (6 × 2 або 6 × 4).
Кабіни мають високий вхід, рівну підлогу та виготовляються у трьох виконаннях, у тому числі, і з інтегрованим житловим відсіком.
У 1999 році розпочато виробництво бразильських версій NH у м. Куритиба, які є практично ідентичними, за винятком незначних відмінностей конструкції кабіни власного виробництва за рахунок здешевлення її комплектації. Двигуни та коробки передач — власного виробництва та фірми ZF.

## Цікаво знати
У 1989-му році компанія інвестувала значні кошти для надання усім власникам вантажівок і автобусів Volvo можливості цілодобового сервісу на усіх своїх дилерських центрах в усіх країнах світу.
Volvo Truck Corporation стала першим із європейських виробників вантажівок, який завоював японський ринок на постійній основі.